# Gully Boy
Gully Boy è un film del 2019 diretto da Zoya Akhtar.

## Riconoscimenti
- Screen Awards 2019: 
  - Best Film
  - Best Music Director
  - Best Production Design
  - Best Actor
  - Entertainer of the Year
  - Best Actress
  - Best Male Debut
  - Best Lyricist
  - Best Dialogue
  - Best Cinematography
  - Best Costume Design
- Bucheon International Fantastic Film Festival 2019: 
  - NETPAC Award for Best Asian Film
- Indian Film Festival of Melbourne 2019: 
  - Best Film
- Filmfare Awards 2020: 
  - Miglior film
  - Filmfare Award per il miglior regista a Zoya Akhtar
  - Migliore sceneggiatura a Reema Kagti, Zoya Akhtar
  - Migliori dialoghi a Vijay Maurya
  - Miglior attore a Ranveer Singh
  - Miglior attrice a Alia Bhatt
  - Miglior attore non protagonista a Siddhant Chaturvedi
  - Miglior attrice non protagonista a Amruta Subhash
  - Miglior direttore della musica a Kabir Singh
  - Miglior paroliere a Divine, Ankur Tewari
  - Migliore direzione artistica a Suzanne Caplan Merwanji
  - Miglior fotografia a Jay Oza
  - Miglior colonna sonora a Karsh Kale, The Salvage Audio Collective
- Mirchi Music Awards 2020: 
  - Trendsetter Album of the year
- Zee Cine Awards 2020: 
  - Best Film
  - Best Director
  - Viewer's choice Best Actor – Male
  - Viewer's choice Best Actor – Female
  - Best Male Debut
  - Best Cinematography
  - Best Editing
  - Best On-screen Pair
  - Viewer's Choice Song Of The Year
- Critics' Choice Film Awards 2020: 
  - Best Film (Hindi)
  - Best Director (Hindi)
  - Best Actor (Hindi)
- Asian Film Awards 2020: 
  - Best Original Music